# Chordeiles acutipennis
Chordeiles acutipennis là một loài chim trong họ Caprimulgidae.
Môi trường sống giống của chúng là xứ mở từ Tây Nam Hoa Kỳ thông qua Trung Mỹ tới vùng nhiệt đới Nam Mỹ. Chúng thường đẻ trứngtrên đất trống, đôi khi tại các địa điểm nêu ra bao gồm cả gốc và những tảng đá hoặc mái nhà bằng phẳng. Mỗi lữa đẻ hai quả trứng được đặt trực tiếp trên trần mặt đất không có tổ.